# Galleta de mantequilla de cacahuete

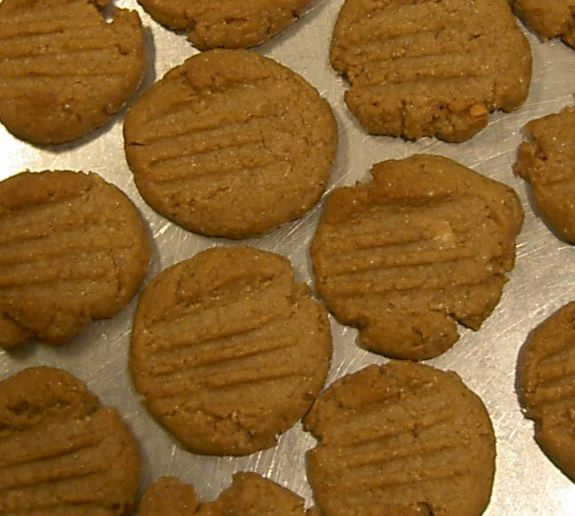
Galletas de mantequilla de cacahuete.

Una galleta de mantequilla de cacahuete (también conocido como maní) es un tipo de galleta que se distingue por tener mantequilla de cacahuete como ingrediente principal. La galleta es originaria de los Estados Unidos, su desarrollo se remonta a la década de 1930.

## Historia
George Washington Carver (1864-1943), educador afroamericano de extensión agrícola, del Instituto Tuskegee, fue el promotor más conocido del cacahuete o maní como un reemplazo para la cosecha de algodón, que habían sido gravemente dañada. Compiló 105 recetas de cacahuete de varios libros de cocina, boletines agrícolas y otras fuentes. En How to Grow the Peanut and 105 Ways of Preparing it for Human Consumption, incluyó tres recetas para galletas de cacahuete con el cacahuete aplastado o picado como ingrediente. No fue hasta principios de 1920 que la mantequilla de cacahuete fue enlistada como un ingrediente en las galletas.